# Ali al-Naïmi
Ali ben Ibrahim al-Naïmi (en arabe : علي بن إبراهيم النعيمي ; né en 1935) fut le ministre du Pétrole et des Ressources minérales de l'Arabie saoudite du 2 août 1995 au 7 mai 2016. Il a également été président-directeur général de Saudi Aramco de 1983 à 1995.

## Biographie

### Formation
Al-Naimi est né en 1935 à ar-Rakah dans la province orientale du royaume saoudien. Il a rejoint Saudi Aramco en 1947. Dans le cadre des programmes de formation de l'Aramco, il étudie au Collège International de Beyrouth et à l'université américaine de Beyrouth avant d'aller à l'université Lehigh aux États-Unis.
Il obtient un baccalauréat de sciences en géologie en 1962. Plus tard, il obtient une maîtrise de la science en hydrologie et la géologie économique à l'université de Stanford.

### Carrière
Après ses études, Al-Naimi rejoint Aramco en 1957. Il devient le superviseur pour le département de production pour la zone d'Abqaiq en 1969. Il est promu directeur adjoint, puis directeur de la production dans la région du Nord (1972-1975). En 1975, il est nommé vice-président des affaires de production puis vice-président des affaires pétrolières en 1978. 
Al Naimi est élu membre du conseil d'administration de Saudi Aramco en 1980 et a été promu au poste nouvellement créé de vice-président exécutif du pétrole et affaires de gaz en 1981. Il a été nommé président de Saudi Aramco en 1983, étant le premier Saoudien à occuper ce poste. Plus tard, après avoir combiné la présidence et chef de poste de direction, il est nommé à chacun de ces postes séparément.
Le 2 août 1995, il obtient le portefeuille du ministère des Ressources pétrolières et minérales, remplaçant ainsi Hisham Nazer. 
À la tête d'Aramco, Naimi sera remplacé par Abdullah S. Jum'ah en tant que PDG.
Toujours en 1995 Al-Naimi obtient un doctorat honorifique de l'université Heriot-Watt.
En décembre 2010, le Conseil suprême du pétrole saoudien, présidé par le roi Abdallah, lui demande de proposer des candidats pour lui succéder au poste de ministre du Pétrole. 
En novembre 2014,  ministre du pétrole de l'Arabie saoudite et donc le leader de facto de l'OPEP, Naimi devient le principal défenseur de la nouvelle stratégie controversée de l'organisation de l'exportation. En effet il soutient que le marché du pétrole devrait se rééquilibrer grâce à un prix du baril inférieur. Un prix plus faible du pétrole qui aidera, à long terme, à la reconquête de parts de marché par l'OPEP en mettant fin à la rentabilité de la production de pétrole de schiste américain.
Le magazine Forbes dira de lui qu'il est "'homme le plus puissant au monde dans le domaine pétrolier".
Le 7 mai 2016, alors que l'Arabie saoudite subie de plein fouet la baisse du cours du pétrole et qu'il vient de présenter son projet "Vision à l'horizon 2030" visant à réduire la dépendance de son royaume face à l'or noir, le roi Salmane procède à un remaniement ministériel et limoge Ali al-Nouaïmi,.